# Reprezentacja Indonezji w piłce wodnej kobiet
Reprezentacja Indonezji w piłce wodnej kobiet – zespół, biorący udział w imieniu Indonezji w meczach i sportowych imprezach międzynarodowych w piłce wodnej, powoływany przez selekcjonera, w którym mogą występować wyłącznie zawodnicy posiadający obywatelstwo indonezyjskie. Za jej funkcjonowanie odpowiedzialny jest Indonezyjski Związek Pływacki (ISA), który jest członkiem Międzynarodowej Federacji Pływackiej.